# Skakava Donja
Skakava Donja (serbisch-kyrillisch Скакава Доња) ist eine Ortschaft im Brčko-Distrikt im Norden von Bosnien und Herzegowina. Der Ort liegt am Flüsschen Tinja in der Posavina am Ausläufer des Majevica-Gebirges. Alternativ wird auch der Name Donja Skakava benutzt.

## Einwohner
Bei der Volkszählung 1991 hatte der Ort 2.272 Einwohner. Davon bezeichneten sich 2.175 als Kroaten (95,73 %), 40 als Serben, 12 als Jugoslawen und zwei als Bosniaken (0,08 %). 43 gaben eine andere oder keine ethnische Zugehörigkeit an.
Ende der 1960er hatte Skakava Donja wie viele andere Ortschaften in Kroatien und Bosnien eine hohe Auswanderungswelle zu verzeichnen. Dabei beschränkte sich das Zielgebiet hauptsächlich auf Deutschland, Österreich und die Schweiz. Dieser Trend hielt bis weit in die 70er Jahre an. Eine weitere hohe zweite Auswanderungswelle verursachte der Bosnienkrieg, der 1992 auch in Skakava Einzug hielt. Diese Ursachen führten dazu, dass nach verschiedenen Berichten die Einwohnerzahl in Skakava Donja auf 20 % der Vorkriegszählung dezimiert wurde.